# إبراهيم بن محمد العطار
السيّد إبراهيم بن محمد بن علي الحسني البغدادي الشهير بـالعطّار (عقد 1730 - يوليو 1815) فقيه شيعي وشاعر عراقي من أهل القرن الثامن عشر الميلادي. ولد في بغداد ونشأ بها على والده. هاجر إلى النجف وأخذ مبادئ العربية والإسلامية بها وتتلمذ على محمد مهدي بحر العلوم وتخرج عليه. غير أنه مال إلى الأدب والشعر واتصل بعدد من الشعراء كجعفر كاشف الغطاء والنحوي، والزيني وصادق الفحام، ومحمد الجامعي، واحتل مكانة في صفوفهم. توفي في بغداد. وهو والد حيدر الكاظمي الذي ينتسب إليه السادة الحيدريون في الكاظمية وبغداد.

## نسبه
هو السيّد إبراهيم بن محمّد بن علي بن سيف الدين بن رضاء الدين بن سيف الدين بن رميثه بن رضاء الدين بن محمّد علي بن عطيفة ابن رضاء الدين بن علاء الدين بن مرتضى بن محمد بن حميضة بن أبي الحسن، من جهة الأب، ومن الأم إلى الإمام حسين بن علي بن أبي طالب.

## سيرته
ولد في بغداد في عقد 1150هـ /عقد 1730 م ونشأ بها على والده الذي كان من الأعلام، فعني بتربيته وغذاه بسيرته وبقي ملازما له حتى توفي عام 1171 هـ. هاجر إلى النجف فحضر على أعلام عصره واختلف على حلقة محمد مهدي بحر العلوم، واتصل بفريق من مشاهير الشعراء أمثال النحوي والزيني والفحام وجعفر كاشف الغطاء ومحمد بن يوسف الجامعي. كف بصره في أواخر حياته وأعرب عن ذلك في قصيدة له استنجد بها الأئمة الاثنا عشر وأظهر شكواه من مرض عينيه.
توفي في شهر شعبان من عام 1230 هـ/ يوليو 1815.

## مؤلفاته
خلف من الآثار الأدبية ديوان شعره الذي جمعه بعد ولده حيدر الكاظمي، وفيه ما يقارب الأربعة آلاف بيت. واحتفظ بمكتبة هادي الحيدري.

## شعره
يعتبر شاعر مجيد معروف، تجول في مختلف أغراض الشعر، وأصاب منها الحظ الأوفر. وضم الديوان في أغلب مواضيعه وأغراضه مدح ورثاء أهل البيت وخاصة في مراثي الحسين بن علي.